# Telescópio Lovell
O Telescópio Lovell /ˈlʌvəl/ é um radiotelescópio localizado no Observatório Jodrell Bank, perto de Goostrey, Cheshire, no noroeste da Inglaterra. Quando a construção foi concluída em 1957, o telescópio tinha o maior prato de rádio telescópio flexível do mundo, com 76,2 m de diâmetro;
agora tem o terceiro maior, depois do telescópio do Observatório de Green Bank em West Virginia, Estados Unidos, e o de Effelsberg, na Alemanha.
Ele foi originalmente chamado "Telescópio de 250 pés" e, depois, o Telescópio Mark I. Ele foi renomeado para Telescópio Lovell, em 1987, em homenagem a Sir Bernard Lovell e foi tombado em 1988.